# Affinità-divergenze fra il compagno Togliatti e noi
| Recensione       | Giudizio |
| ---------------- | -------- |
| Ondarock         | 8/10     |
| scaruffi.com     | 7,5/10   |
| 24.000 dischi    |          |
| sentireascoltare | 9/10     |

1964-1985 Affinità-divergenze fra il compagno Togliatti e noi - Del conseguimento della maggiore età, spesso abbreviato con il titolo Affinità e divergenze, è il primo album del gruppo musicale italiano CCCP - Fedeli alla linea pubblicato nel 1986.

## Descrizione
Il titolo rimanda a un editoriale del 31 dicembre 1962 del Quotidiano del Popolo, organo ufficiale del Partito Comunista Cinese.
A differenza dei due EP e dei dischi successivi, solo CCCP ha molti riferimenti alla cultura filosovietica, mentre nelle altre canzoni il tema prevalente è una vita di provincia incolore ("... non studio, non lavoro, non guardo la TV, non vado al cinema, non faccio sport" recita Io sto bene).

## Pubblicazione
L'album è stato pubblicato nel 1986 dall'etichetta discografica Attack Punk Records in formato LP, su vinile rosso, con numero di catalogo APR 10. Ne sono seguite due ristampe, entrambe con numero di catalogo ATTACK OTTOBRE 10, una su vinile rosso scuro e una su vinile rosso.
Nel 1987, con il passaggio del gruppo alla Virgin Dischi, il disco è stato ristampato in vinile nero (CCCP 10) e in musicassetta (CCCPK 710). L'anno successivo è seguita un'ulteriore ristampa in vinile e una ristampa in CD (CCCP 10 CD), cui hanno fatto seguito ulteriori ristampe nel formato digitale nel corso degli anni. Nel 2008 l'album è stato ristampato dalla EMI in CD e nel 2016 è stato ristampato in vinile rosso dalla major Universal Music Group con etichetta Attack Punk Records.

## Accoglienza
L'album riscosse in Italia un buon successo sia di vendite che di critica ed è generalmente considerato una pietra miliare del punk rock italiano.
L'album è presente alla posizione numero 12 nella classifica dei 100 dischi italiani più belli di sempre secondo Rolling Stone Italia, mentre il critico musicale Piero Scaruffi lo posiziona al 1º posto nella classifica dei migliori album della storia del rock italiano.

## Tracce
Testi di Giovanni Lindo Ferretti, musiche di Massimo Zamboni e Umberto Negri.
1. CCCP – 2:24
2. Curami – 4:26
3. Mi ami? (remiscelata) – 2:44
4. Trafitto – 2:53
5. Valium Tavor Serenase – 1:17
6. Morire – 3:22
7. Noia – 3:47
8. Io sto bene – 3:08
9. Allarme – 5:08
10. Emilia paranoica (remiscelata) – 7:48

Durata totale: 36:57

## Formazione
- Giovanni Lindo Ferretti – voce
- Massimo Zamboni – chitarra
- Umberto Negri – basso, drum machine
- Annarella Giudici – cori, voce in Emilia Paranoica
- Danilo Fatur – cori